# 巴拉-迪圣安东尼奥
巴拉-迪圣安东尼奥（葡萄牙語：Barra de Santo Antônio）是巴西阿拉戈斯州的一个市镇。总面积138.6平方公里，总人口13366人，人口密度96.4人/平方公里。